# Parapercis australis
Parapercis australis és una espècie de peix de la família dels pingüipèdids i de l'ordre dels perciformes.

## Descripció
- Fa 9,2 cm de llargària màxima i presenta una coloració similar a la de Parapercis cylindrica (llevat de l'aleta caudal, la qual no és groga).
- 5 espines i 20-21 radis tous a l'aleta dorsal i 1 espina i 17 radis tous a l'anal.
- 48-59 escates a la línia lateral. 5-6 escates predorsals. Escates ctenoides a les galtes.
- 10 dents canines a la mandíbula inferior.
- Aleta caudal lleugerament arrodonida.[1][2]

## Hàbitat i distribució geogràfica
És un peix marí, demersal i de clima tropical, el qual viu al Pacífic occidental central: Austràlia (Queensland) i Tonga.

## Observacions
És inofensiu per als humans.